# Egri Szabó Menyhért
Egri Szabó Menyhért (Gödényháza, 1818. augusztus 28. – Verbőc, 1853. október 20.) református lelkész.

## Élete
Szabó Zsigmond és Szük Borbála nemes szülők fia. A teológiát Kecskeméten hallgatta 1842-ben; a kápláni vizsgálatot 1846-ban tette le. 1847-48-ban Nagykőrösön volt segédlelkész; 1848-ban a városi nemzetőröket mint tábori lelkész Ozoráig kísérte. 1850-ben Bökénybe 1852. április 24-én Verbőcre ment lelkésznek.

## Munkái
- Síri-beszéd, mellyet Hegedűs Juliánna, ifjabb Cziriák Sándor hitvese felett mondott a nagy temetőben. Nagy-Kőrösön máj. 17. 1847. Nyom. Kecskeméten.
- Egyházi beszéd, mellyet az 1847-48. országgyűlés lelkes közreműködése következtében történt nemzeti békés átalakulás örömünnepén tartott a helvét hitvallástételt követő nagy-kőrösi gyülekezet templomában az 1848. márcz. 26. Nagy-Kőrös.